# إلين باس
إلين باس (بالإنجليزية: Ellen Bass)‏ هي كاتِبة وشاعرة أمريكية، ولدت في 16 يونيو 1947 في فيلادلفيا في الولايات المتحدة.

## وصلات خارجية
- الموقع الرسمي